# Коди спеціальних послуг для авіапасажирів

## Сутність спеціальних послуг для авіапасажирів
Турагенти можуть вимагати спеціальних послуг для своїх клієнтів, під час находження на борту під час рейсу. 

Це стосується різних питань сервісу.

## Вид повідомлення про послугу
Повідомлення про вид спеціальної послуги може бути надано за телефоном, або включене за просьбою пасажира до його PNR у вигляді даних, введених до сектору інформації про обслуговування, який має назву Запит на Спеціальне Обслуговування — Special Service Request або SSR, використавши спеціальний код. 

## Коди Спеціальних Послуг (SSR)
| Код                                      | Значення коду                                                                             |
| ---------------------------------------- | ----------------------------------------------------------------------------------------- |
| AVML (Asian vegetarian food)             | Азійська вегетаріанська страва                                                            |
| BSCT (Baby cot/bassinet)                 | Дитяча люлька/ ліжко                                                                      |
| BBML (Baby meal)                         | Страва для дитини                                                                         |
| BULK (Bulky baggage)                     | Громіздкий багаж                                                                          |
| BLND (Blind passenger)                   | Незрячий пасажир                                                                          |
| CBBG (Cabin baggage)                     | Ручна поклажа(для якої купується додаткове місце). Якщо відомо, вказується розмір та вага |
| CHML (Child mean)                        | Дитяча страва                                                                             |
| DEPA (Deportee)                          | Депортована особа (у супроводі охорони)                                                   |
| DEPU (Unaccompanied deportee)            | Депортована особа без супроводу охорони                                                   |
| DEAF (Deaf passenger)                    | Глухий пасажир                                                                            |
| DBML (Diabetic meal)                     | Діабетична страва                                                                         |
| FQTV (Frequent traveler information)     | Інформація про тих хто часто мандрує                                                      |
| FRAG (Fragile baggage)                   | Крихкий багаж                                                                             |
| MAAS (Meet& Assist)                      | Зустріч та допомога (можливо для літніх пасажирів)                                        |
| NSSA (No-smoking aisle seat request)     | Запит на місце в салоні для некурящих в проході                                           |
| NSSW (No-smoking window seat request)    | Запит на місце в салоні для некурящих біля вікна                                          |
| PETC (Passenger with a pet)              | Пасажир, з яким в салоні є свійська тварина                                               |
| RQST (Specific seat request)             | Запит на спеціальне місце                                                                 |
| SMSA (Smoking aisle seat)                | Місце в салоні для курящих в проході                                                      |
| SMSW (Smoking window seat)               | Місце в салоні для курящих біля вікна                                                     |
| LANG (Language assistance)               | Мовна допомога, за проханням пасажиру                                                     |
| STCR (Stretcher passenger)               | Пасажир на ношах                                                                          |
| TWQV (Passenger in transit without visa) | Транзитний пасажир без візи                                                               |
| UMNR (Unaccompanied minor)               | Дитина без супроводу (до 12 років)                                                        |
| VGML (Vegetarian meal requested)         | Вегетаріанське харчування, по запиту                                                      |
| WCHS (Wheelchair required)               | Інвалідне крісло на запит (пасажир не може використатися трапом)                          |
| XBAG (Excess baggage)                    | Багаж понад встановлену норму                                                             |

## Уточнення до кодів
Багато з вищенаведених кодів потребують подальших уточнень. Наприклад, використовувати код SPML (спеціальна їжа) без описання типу їжі, яке потрібно пасажиру, не можливе.
Код (OTHS) можливо використовувати для якого — то іншого запиту, для якого немає встановленого 4-х значного коду. Якщо ви використовуєте цей код то потрібно додавати деталі.